# 日本亞洲航空
日本亞洲航空（日語：エアアジア・ジャパン）是日本一家低成本航空公司，成立於2014年8月，以日本名古屋中部國際機場為樞紐機場，未來規劃以成田國際機場為國內第二基地、臺灣桃園國際機場為海外基地。2020年10月5日，日本亞航因為受到2019冠状病毒疾病疫情的影響，宣布12月5日起停止營運。

## 沿革

### 第一代：與全日本空輸合資（2012年8月至2013年10月）
2011年7月21日，馬來西亞低成本航空亞洲航空和日本大型航空公司全日本空輸宣布合資成立日本亞洲航空。2012年8月1日，正式進行營運，首航班由東京飛往福岡。
總部設立於東京，與全日空總部相鄰，而主要營運樞紐為成田国际机场，使用亞航的品牌和服務模式提供國內線服務。當時計畫未來飛航國際航點，包含菲律宾、韓國和臺灣。亞航集團執行長东尼·费南德斯表示成田機場可做為銜接東南亞與美国的中繼站。
日本亞航是成田機場的第一個低成本航空。宣布成立之時，僅在全日空宣布成立樂桃航空（營運樞紐位在大阪关西国际机场）的幾個月後，藉此對抗日本航空與捷星航空合資成立的捷星日本航空。全日空為取得有效策略經驗，因此選擇亞航做為營運夥伴。
2013年6月，馬來西亞亞航決定自日本亞航撤資，使得日本亞航成為全日空全資子公司。據日本經濟新聞報導，當時三間新成立的低成本航空公司中，日本亞航的載客率最低。此外，該媒體也指出幾個失敗原因，例如線上訂位系統未全面譯為日語，帶給使用者不便；未有效運用旅行社通路進行販售（仍然是日本國內線機票主要通路）；成田機場的宵禁政策導致無法有效運用飛機運能。
2013年8月，日本亞航宣布會持續使用亞航品牌營運至10月26日止，其後於11月1日更名為香草航空，所有日本亞航員工全數轉入香草航空，而飛機則歸還給馬來西亞亞航.

### 第二代：重返日本市場及再次退出
2014年7月1日，馬來西亞亞航宣佈再次成立日本亞航，持有49%股份，其餘股東包括日本網路商城和旅行社巨擘樂天集團（18%）、日本化妝品和保健藥品公司Noevir控股（9%）、運動服飾公司Alpen（5%）和私募基金公司Octave Japan（19%），由第一代首席執行官小田切義憲繼續擔任該職位。啟始資本額為70億日圓（6900萬美元）。
2015年10月6日，日本亞航獲發營運許可證，同時宣布開闢仙台、札幌和台北航線。
2015年12月，代表董事兼CEO小田切義憲辞职，井手隆司继任代表董事，秦修继任CEO
2016年9月，由於管理階層人事變動，以及諸多事前準備較為耗時，取消仙台航线，營運時間推迟至至2017年1月。
2017年1月，宣佈以安全及準備不足理由再度延期營運。
2017年3月，井手隆司以身体原因辞任代表董事，秦修出任代表董事一职。
2017年10月13日 新聞發布預計月底(29或30日)即將開航。
2017年10月16日 正式公告開航日期與時刻，29日起每日兩往復名古屋－札幌並開航特價單程5円日幣。
2019年2月1日，日本亞洲航空正式開辦首條國際航線，名古屋-台北(桃園)，每日一班。
2019年8月8日，開航名古屋-仙台，第二條國內航線。
2020年10月5日, 新聞稿宣布因COVID-19疫情影響自12月5日起正式停飛，再次退出日本市場。
2020年11月17日，亚航集团宣布旗下持股33%的日本亞洲航空已经向东京地区的法院提交了破产申请，并已获得了法院所颁发的破产保护令。

## 航點
| 日本亞航航點一覧表（2019年8月） | 日本亞航航點一覧表（2019年8月） | 日本亞航航點一覧表（2019年8月） | 日本亞航航點一覧表（2019年8月） | 日本亞航航點一覧表（2019年8月） | 日本亞航航點一覧表（2019年8月） | 日本亞航航點一覧表（2019年8月） | 日本亞航航點一覧表（2019年8月） |
| ------------------------------- | ------------------------------- | ------------------------------- | ------------------------------- | ------------------------------- | ------------------------------- | ------------------------------- | ------------------------------- |
| 國家／地區                      | 城市                            | IATA                            | ICAO                            | 機場                            | 營運期間                        | 備註                            | 參考                            |
| 國內線                          |                                 |                                 |                                 |                                 |                                 |                                 |                                 |
| 日本                            | 名古屋                          | NGO                             | RJGG                            | 中部國際機場                    | 2017.10.29                      | 主要樞紐                        |                                 |
| 日本                            | 札幌                            | CTS                             | RJCC                            | 新千歲機場                      | 2017.10.29                      |                                 |                                 |
| 日本                            | 仙台                            | SDJ                             | RJSS                            | 仙台機場                        | 2019.8.8                        |                                 |                                 |
| 國際線                          |                                 |                                 |                                 |                                 |                                 |                                 |                                 |
| 臺灣                            | 臺北                            | TPE                             | RCTP                            | 桃園國際機場                    | 2019.02.01                      |                                 |                                 |

## 規劃
除了增加札幌的航班數量和國內航線的新航線外，該公司還計劃擴大到中國和韓國的航線，計劃在2019年將飛機數量增加到4個，到2020年增加8個。新航線的優先事項是飛越更多的國際航班，希望在集團內部產生協同效應。但这些规划随着日本亚洲航空的破产清算都已不复存在。

## 機隊
| 飞机编号 | 交付日期   | 機型         | 制造编号 | 載客量 | 備註         |
| -------- | ---------- | ------------ | -------- | ------ | ------------ |
| JA01DJ   | 2015/10/16 | 空中巴士A320 | 6702     | 180    | 全經濟艙配置 |
| JA02DJ   | 2016/5/5   | 空中巴士A320 | 6972     | 180    | 全經濟艙配置 |

## 外部連結
- 亞洲航空 （页面存档备份，存于）（英文）（印尼文）（泰文）（简体中文）（繁體中文）（日語）（越南文）
- 亞洲航空的Facebook專頁